# Plasmă

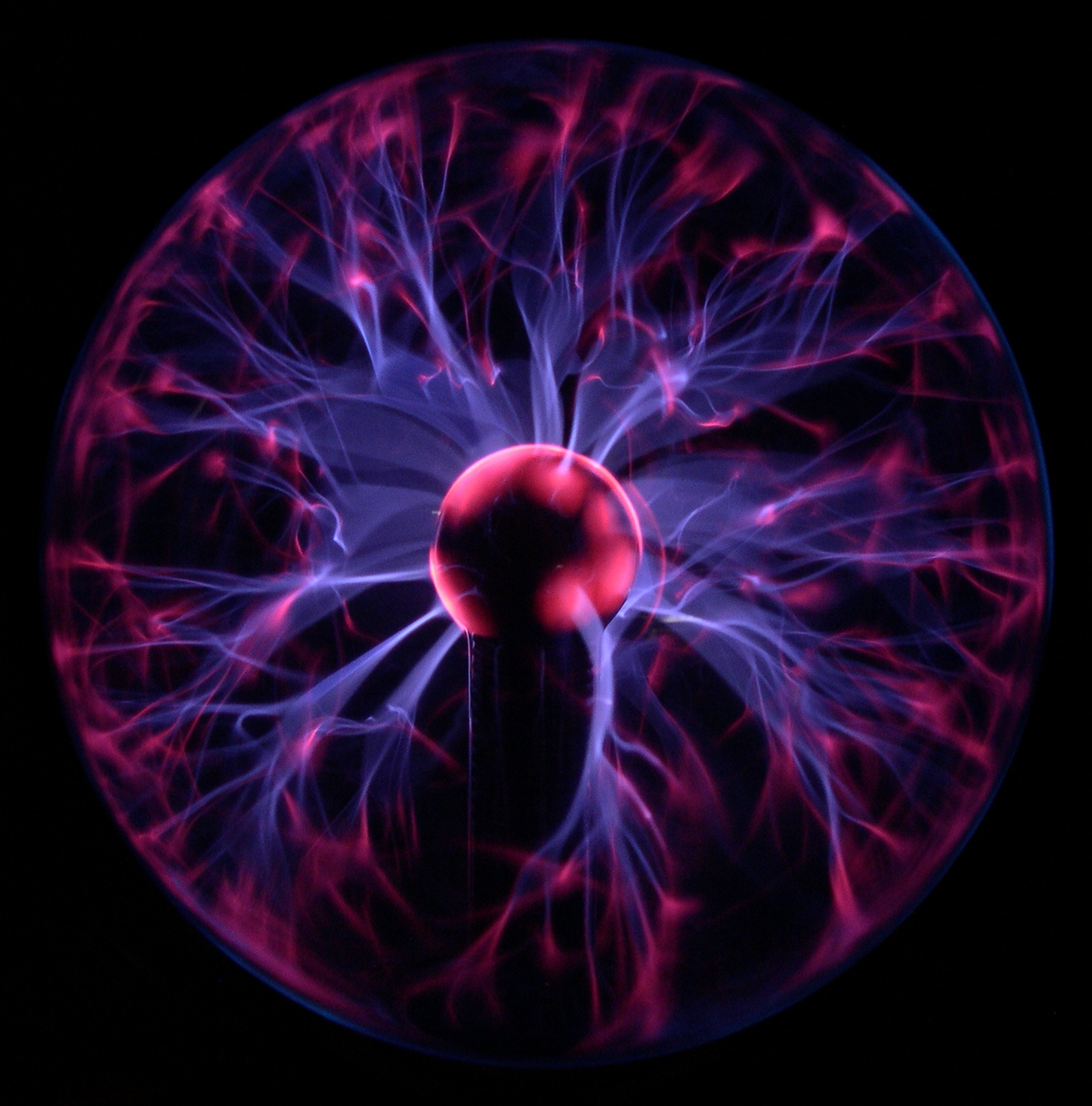
Lampă cu plasmă
Culorile se datorează relaxării electronilor din stări excitate în stări cu energie mai mică. Spectrul emis este caracteristic gazului ionizat.

Plasma reprezintă o stare a materiei, fiind constituită din ioni, electroni și particule neutre (atomi sau molecule), denumite generic neutri.
Poate fi considerată ca fiind un gaz total sau parțial ionizat, pe ansamblu neutru din punct de vedere electric. Totuși, este văzută ca o stare de agregare distinctă, având proprietăți specifice. Temperatura plasmei obținute în laborator poate lua valori diferite pentru fiecare tip de particulă constituentă. De asemenea, aprinderea plasmei depinde de numeroși parametri (concentrație, câmp electric extern), fiind imposibilă stabilirea unei temperaturi la care are loc trecerea materiei din stare gazoasă în plasmă. 
Datorită sarcinilor electrice libere, plasma conduce curentul electric și este puternic influențată de prezența câmpurilor magnetice externe. 
În urma ciocnirilor dintre electroni și atomi pot apărea fenomene de excitare a atomilor, urmate de emisie de radiație electromagnetică. Dacă frecvența radiației emise are valori în domeniul vizibil, se pot observa fenomene luminoase. Atunci când energia electronilor este suficient de mare, atomii sunt ionizați, creându-se noi sarcini, pozitive și negative.

## Definiția plasmei
Plasma este considerată, într-o bună aproximație, un mediu neutru format din particule pozitive și negative. O definiție mai riguroasă impune respectarea anumitor criterii. Acestea se stabilesc în funcție de lungimea de ecranare Debye ce reprezintă distanța pe care sunt ecranate câmpurile electrice externe.
În primul rând, sistemul trebuie să conțină un număr foarte mare de particule ce interacționează colectiv, adică o particulă influențează vecini situați la distanțe mari, nu doar pe cei apropiați. Acest criteriu este îndeplinit atunci când numărul de electroni cuprinși în sfera de influență a unei particule este mare. Interacțiunile puternice determină un răspuns colectiv la acțiunea câmpurilor electrice și magnetice. Raza sferei de influență se consideră egală cu lungimea Debye.
De asemenea, dimensiunile coloanei de plasmă trebuie să fie mult mai mari decât lungimea Debye. Aceasta asigură cvasineutralitatea plasmei întrucât câmpurile externe sunt ecranate, plasma rămânând cvasineutră aproape în întreg volumul său. Interacțiunile din interiorul plasmei sunt mult mai importante decât cele de la suprafață, unde apar efecte de margine.
Pe scurt, plasma este un sistem fizic format dintr-un număr foarte mare de particule neutre (atomi în stare fundamentală sau în stări excitate, fotoni) și particule încărcate electric (ioni pozitivi și negativi, electroni) ale căror proprietăți sunt determinate de interacțiunile colective și care, macroscopic, apare neutră din punct de vedere electric.

## Parametrii plasmei

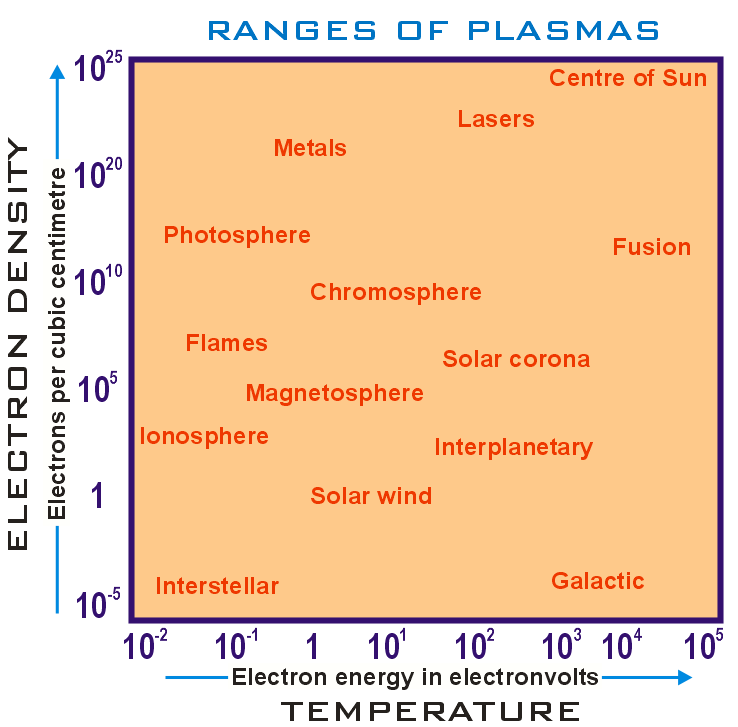
Valori ale concentrației și temperaturii pentru diferite tipuri de plasmă

### Concentrația
În general, plasmele conțin numeroase tipuri de particule, electroni, ioni pozitivi și negativi de sarcină diferită, diverși atomi. Pentru fiecare dintre acestea se poate defini concentrația, egală cu numărul de particule în unitatea de volum.Într-un model simplificat, se consideră că plasma este alcătuită din atomi de un singur fel, ioni proveniți din ionizarea acestora, având o singură sarcină elementară pozitivă, și electroni. Întrucât plasma este neutră, densitatea ionilor, {\displaystyle n_{i}}, va fi egală cu cea a electronilor, {\displaystyle n_{e}}. Concentrația plasmei, notată cu {\displaystyle n_{0}}, se definește ca fiind egală cu numărul de particule încărcate, electroni sau ioni, din unitatea de volum.
Există o strânsă corelație între concentrație și cvasineutralitatea plasmei. Câmpul electric este determinat de concentrația sarcinilor electrice și de modul în care acestea sunt distribuite. Într-o plasmă omogenă, câmpul este constant sau nul. În momentul în care apar separări locale ale sarcinilor, acestea generează un câmp electric suplimentar care tinde să restabilească echilibrul densităților de sarcină pozitivă și negativă. Spre exemplu, într-o plasmă de laborator cu o concentrație de {\displaystyle n_{0}=10^{10}\,{\mbox{cm}}^{-3}}, pentru perturbații de 1% de la cvasineutralitate, câmpul electric poate avea valori de ordinul sutelor de V/cm.
Gradul de ionizare, {\displaystyle \alpha } reprezintă raportul dintre concentrația plasmei și cea a neutrilor dinainte de ionizare. Pentru o plasmă simplă, 
{\displaystyle \alpha ={\frac {n_{0}}{n_{0}+n_{n}}}\,}
unde
- {\displaystyle n_{0}}, concentrația plasmei;
- {\displaystyle n_{n}}, concentrația neutrilor după ionizare.

În funcție de gradul de ionizare plasmele se împart în plasme slab ionizate {\displaystyle (\alpha <10^{-4})}, mediu ionizate {\displaystyle (10^{-4}<\alpha <10^{-2})}, puternic ionizate {\displaystyle (\alpha >10^{-2})} și total ionizate {\displaystyle (\alpha =1)\,}.

### Temperatura
Deoarece plasmele au temperaturi foarte ridicate, acestea se exprimă, de obicei, în electronvolți (eV), reprezentând energia de agitație termică a particulelor. Legătura între electronvolt și kelvin, unitatea fundamentală în SI pentru temperatură, este dată de relația
{\displaystyle T(eV)=K_{B}/e\cdot T(K)}, unde
- {\displaystyle e=1{,}6\times 10^{-19}} reprezintă sarcina electronului;
- {\displaystyle K_{B}=1{,}3806503(24)\times 10^{-23}{\text{J/K}}} este constanta Boltzmann.

Astfel, o temperatură de 1 eV reprezintă, aproximativ, 11000 K.
Plasmele de laborator, în general, nu ajung la echilibru termodinamic complet sau total (ETT), atunci când toate temperaturile din plasmă sunt egale între ele. Plasmele total ionizate pot reprezenta o bună aproximație a stării ETT. În acest caz toate temperaturile diferitelor specii de particule sunt egale și, mai mult, absorbția și emisia de radiație se face cu aceeași rată, plasma fiind în echilibru cu exteriorul. Spectrul radiației emise este cel al corpului absolut negru. De cele mai multe ori, această condiție nu poate fi îndeplinită, pereții incintelor fiind transparenți pentru radiațiile emise. Se poate defini o stare de echilibru termodinamic local (ETL), în care rata de formare a purtătorilor este egală cu cea a recombinărilor, iar procesele radiative se neglijează:
{\displaystyle T_{\text{plasmă}}=T_{\text{electroni}}=T_{\text{ioni}}=T_{\text{neutri}}\neq T_{\text{rad}}}
În plus, electronii pot avea temperaturi mult mai mari decât ionii. Acest lucru se datorează faptului că electronii au masă mult mai mică și pot fi accelerați mai repede în câmpul electromagnetic. Timpul de viață al acestora este prea mic pentru a transfera energie particulelor mai grele, electronii dispărând în urma recombinărilor în volum și la suprafața plasmei. Prin urmare, temperaturile ionilor și neutrilor sunt, aproximativ, egale cu cea a mediului înconjurător, mult diferite de cea a electronilor. Acest fenomen este întâlnit în cazul plasmelor slab ionizate, obținute în laborator. 
{\displaystyle T_{\text{electroni}}\neq T_{\text{ioni}}\approx T_{\text{neutri}}}

### Lungimea de ecranare Debye
Lungimea Debye reprezintă distanța pe care sunt ecranate câmpurile electrice externe. Spre exemplu, în cazul unui electrod introdus în plasmă, ecranarea are loc prin formarea unui strat de sarcină spațială la suprafața electrodului și de semn opus celei de pe electrod. Lungmea Debye va fi egală cu grosimea stratului de sarcină spațială. Astfel, în interiorul plasmei, câmpul electric extern nu se manifestă, păstrându-se condiția de cvasineutralitate. Agitația termică determină grosimea stratului. În lipsa acesteia, ecranarea s-ar face pe o distanță foarte mică, neglijabilă. În schimb, datorită energiei termice particulele încărcate pot scăpa din groapa de potențial generată de electrod.
Pentru o plasmă simplă, lungimea Debye poate fi aproximată după relația:
{\displaystyle \lambda _{D}={\sqrt {\frac {\varepsilon _{0}k_{B}T_{e}}{e^{2}n_{0}}}}}
unde
- {\displaystyle \varepsilon _{0}=8{,}8541878176\times 10^{-12}\,{\frac {\mbox{F}}{\mbox{m}}}}, permitivitatea electrică a vidului;
- {\displaystyle K_{B}=1{,}3806503(24)\times 10^{-23}{\mbox{J/K}}} este constanta Boltzmann;
- {\displaystyle T_{e}}, temperatura electronilor
- {\displaystyle e=1{,}6\times 10^{-19}}, sarcina electronului;
- {\displaystyle n_{0}}, concentrația plasmei.

Lungimea Debye exprimă dimensiunile pe care le are un volum minim de plasmă ce încă păstrează cvasineutralitatea. Numărul de particule, {\displaystyle N_{D}}, conținute în acest volum trebuie să fie suficient de mare pentru a păstra caracterul statistic al fenomenelor.
Se poate defini parametrul plasmei, egal cu inversul numărului de particule cuprinse într-un volum Debye, {\displaystyle \lambda _{D}^{3}},
{\displaystyle \Lambda =N_{D}^{-1}=(n_{0}\lambda _{D}^{3})^{-1}}.
Astfel, lungimea Debye constituie un criteriu în stabilirea cvasineutralității și a caracterului colectiv al interacțiunilor. Dimensiunile liniare ale plasmei trebuie să fie mai mari decât lungimea Debye, respectiv, numărul de particule dintr-un volum Debye trebuie să fie mult mai mare decât 1.

## Modele teoretice

Mișcarea particulelor încărcate în câmp magnetic, corespunzătoare modelului uniparticulă.
A - nici un câmp perturbator suplimentar;
B - Câmp electric, E;
C - Câmp de forțe, F (de ex, gravitație) ;
D - Câmp magnetic variabil, grad H

A - nici un câmp perturbator suplimentar; 
B - Câmp electric, E; 
C - Câmp de forțe, F (de ex, gravitație) ;
 D - Câmp magnetic variabil, grad H

### Modelul uniparticulă
Modelul uniparticulă ia în considerare mișcarea unei particule reprezentative din plasmă. Se neglijează efectele relativiste, cele cuantice și, cu unele excepții, gravitația. Poate fi folosit pentru a descrie plasmele cu densități mici, necolizionale. Concentrațiile fiind mici, se pot neglija interacțiunile dintre particule. Mișcarea particulelor încărcate se studiază pe baza ecuației diferențiale a mișcării
{\displaystyle m{\frac {d{\vec {v}}}{dt}}=q[{\vec {E}}({\vec {r}},t)+{\vec {v}}\times {\vec {B}}({\vec {r}},t)],}
unde {\displaystyle m}, {\displaystyle {\vec {v}}}, și {\displaystyle q} reprezintă masa, viteza, respectiv, sarcina particulei, iar {\displaystyle {\vec {E}}({\vec {r}},t)} și {\displaystyle {\vec {B}}({\vec {r}},t)}, intensitatea câmpului electric și inducția câmpului magnetic.

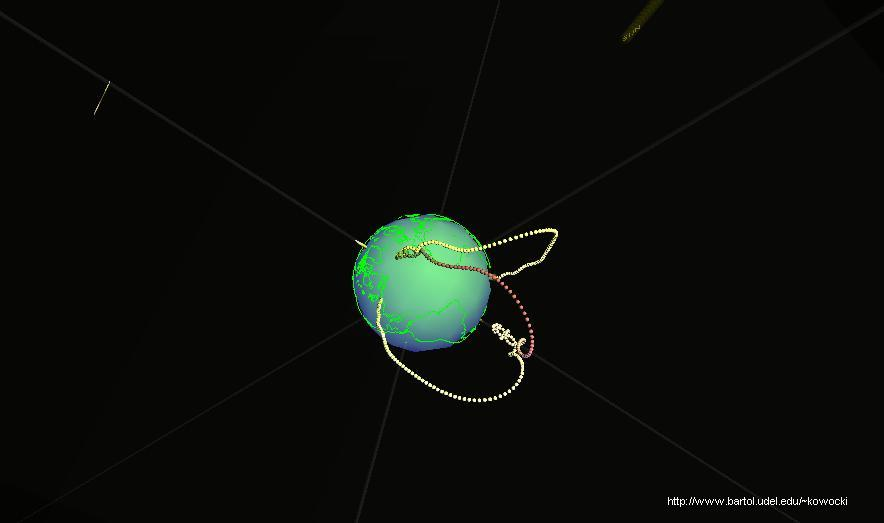
O posibilă traiectorie a unui electron în câmpul magnetic al Pământului

Modelul nu poate da informații despre particulele neutre.

### Modelul macroscopic
Modelul macroscopic prezintă plasma ca un fluid. Modelul este preluat din mecanica fluidelor la care se adaugă interacțiunea cu câmpurile electromagnetice. Particula elementară de fluid trebuie să fie suficient de mică pentru ca parametrii plasmei să nu varieze considerabil în interiorul său, dar suficient de mare pentru ca numărul de ioni, electroni și neutri din interiorul său să se mențină constant în timp.
Distribuțiile vitezelor sunt de tip maxwellian, dacă timpul mediu dintre două ciocniri consecutive ale particulelor este mai mare decât timpul în care variază considerabil parametrii plasmei. În acest fel se asigură atingerea unei stări de ehilibru, caracterizată de distribuția Maxwell a vitezelor. Modelul poate fi aplicat și plasmelor necolizionale.
Plasma poate fi considerată ca fiind alcătuită din mai multe fluide. Spre exemplu, o plasmă simplă conține un fluid electronic și unul ionic care interacționează prin intermediul câmpurilor electric și magnetic și a ciocnirilor. Interacțiunea cu fluidul atomilor neutri se face exclusiv pe baz ciocnirilor între particulele de fluid.
Modelul unifluid (sau magnetohidrodinamic) este folosit pentru studiul fenomenelor lent variabile în timp. Plasma va fi descrisă de parametri ce însumează mărimile fizice asociate fluidelor electronic și ionic.

### Modelul cinetic
Modelul cinetic se aplică în cazul în care vitezele particulelor nu pot fi descrise de o funcție de distribuție maxwelliană. Calculul distribuțiilor se face cu ajutorul ecuației Maxwell-Boltzmann. Reprezentarea funcției {\displaystyle f({\vec {r}},{\vec {v}},t)} se face în spațiul fazelor, un spațiu cu șase dimensiuni, având drept coordonate componentele vectorilor de poziție {\displaystyle {\vec {r}}} și a vitezelor {\displaystyle {\vec {v}}}.

## Plasma în natură

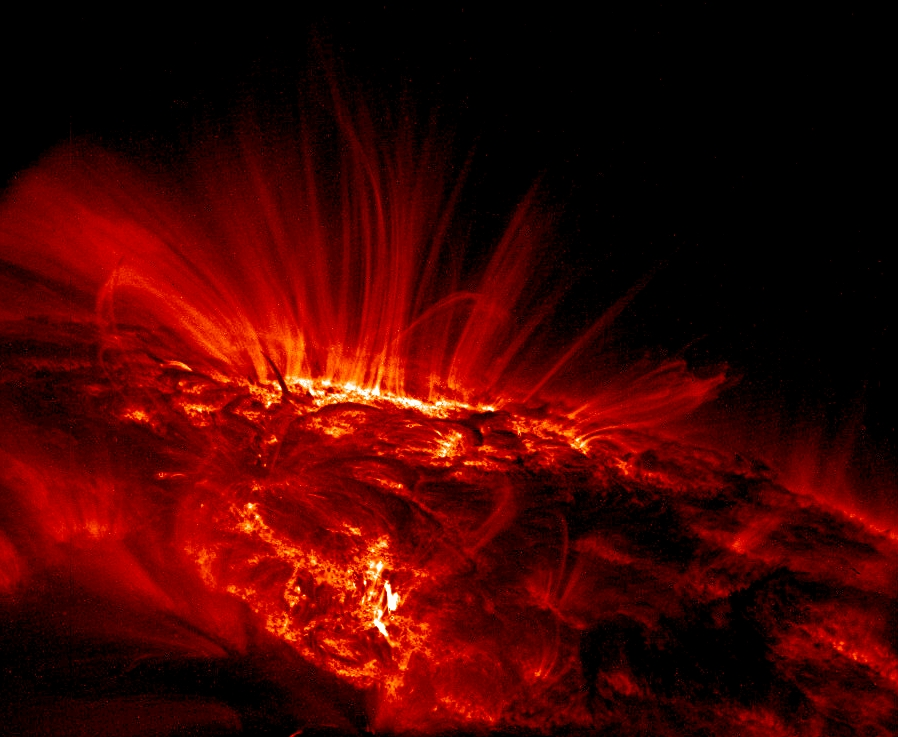
Pete solare fotografiate în UV. Particulele din plasmă se orientează după direcția liniilor de câmp magnetic

Se estimează că aproximativ 99% din materia Universului este plasmă. Stelele sunt alcătuite din plasme dense, fierbinți, în timp ce materia interstelară este o plasmă rarefiată și rece. Temperaturile ridicate din interiorul stelelor permit formarea reacțiilor de fuziune nucleară ce asigură eliberarea unor cantități imense de energie. Fenomenele care au loc în plasmă determină emisia de radiație electromagnetică în domeniul vizibil, de aici și strălucirea caracteristică stelelor.

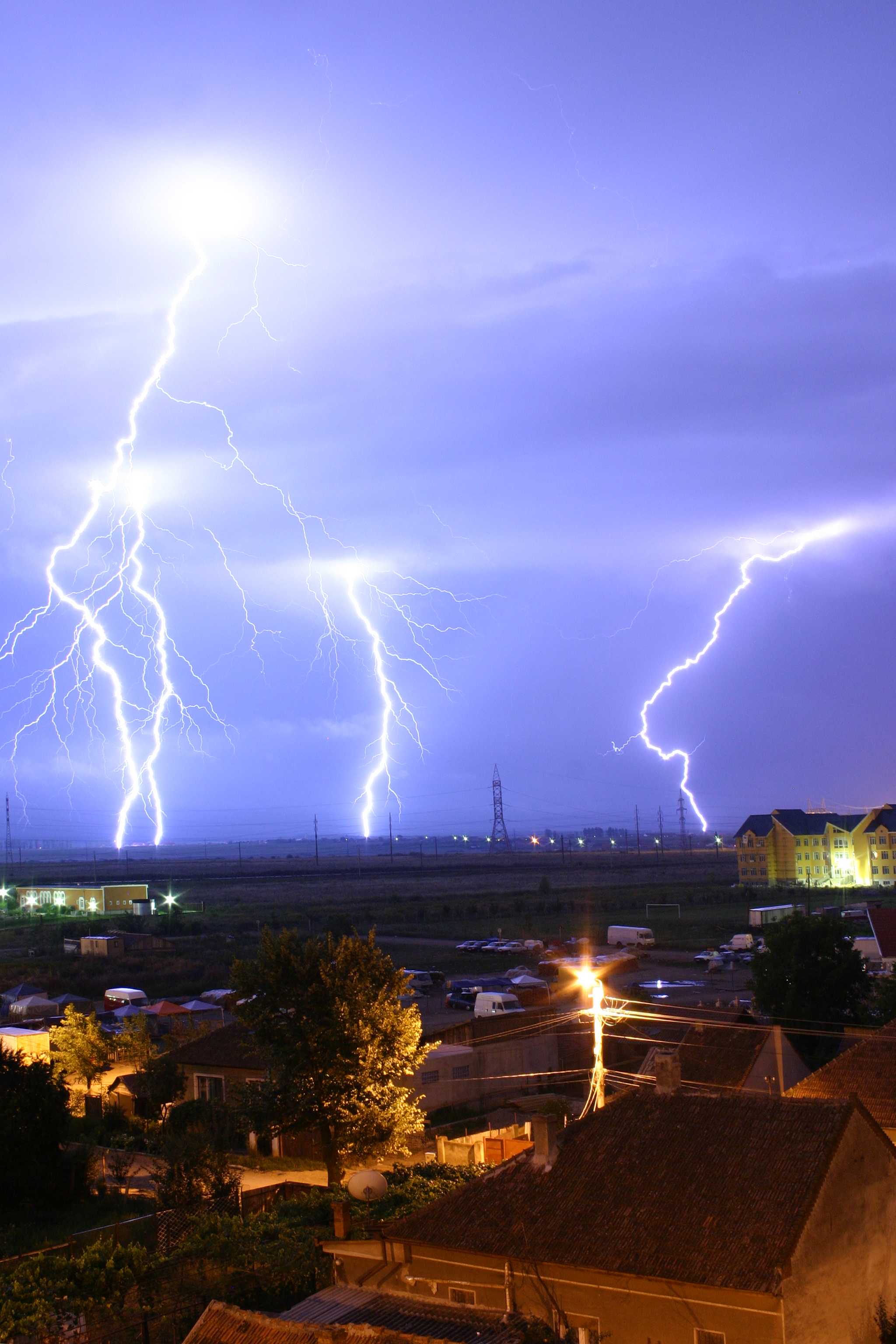
Trăsnet deasupra Oradei

În condițiile de la suprafața Pământului, însă, (presiuni de aproximativ 10 5 N/m2, temperaturi de 300 K), plasma nu există în mod obișnuit. Ea se formează în timpul fulgerelor sau trăsnetelor, pentru scurt timp. Diferențele mari de potențial între nori sau nori și pământ determină ionizarea moleculelor din aer și apariția unui curent electric. Atomii excitați emit radiație vizibilă.
O cantitate importantă de plasmă este prezentă în ionosferă. Aici radiațiile UV și X provenite de la Soare determină disocierea și ionizarea moleculelor din atmosferă. Au loc numeroase descărcări electrice și deplasări ale sarcinilor datorită câmpului magnetic terestru. Plasma rezultată se extinde în spațiu, în zona inferioară a magnetosferei, alcătuind plasmasfera.

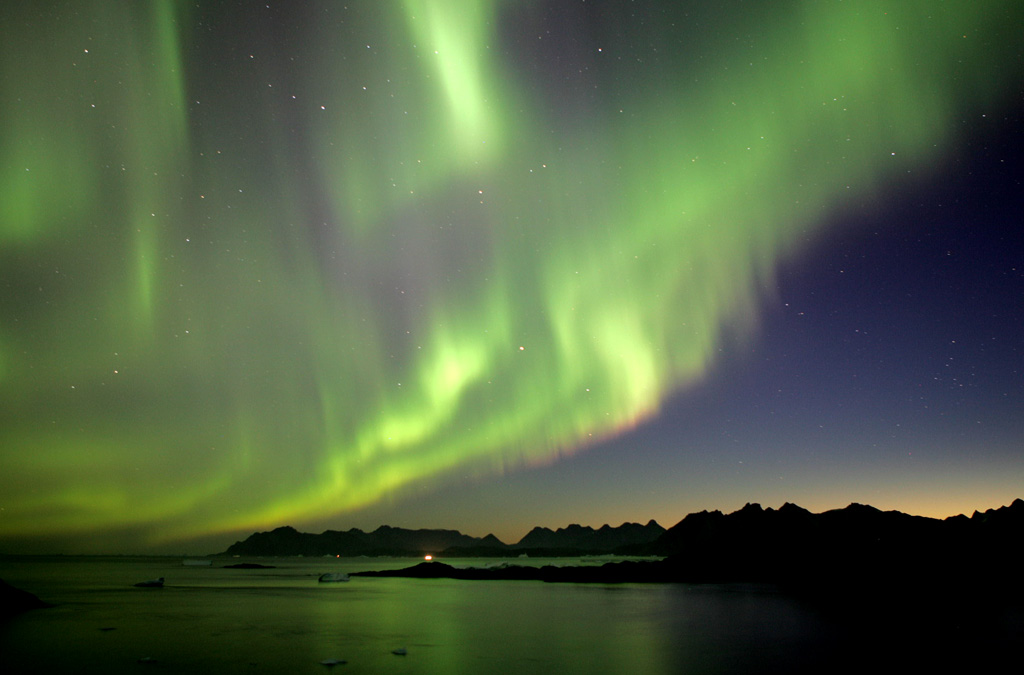
Auroră polară
Culoarea verde se datorează tranzițiilor pe nivele atomice ale atomilor de oxigen

Un fenomen spectaculos ce are loc în ionosferă îl reprezintă aurorele polare. Acestea se formează în urma interacțiunii dintre particulele cuprinse în magnetosferă și cele din ionosferă. Particulele încărcate provenite din vântul solar sunt captate de câmpul magnetic al Pământului și dirijate spre poli, de-a lungul liniilor de câmp. Aici concentrația lor devine suficient de mare pentru a putea produce ionizări și excitări. Radiațiile emise de atomii excitați în urma ciocnirilor inelastice cu particulele energetice din plasmă pot avea lungimi de undă în domeniul vizibil. Astfel pot fi observate pe cer, cu ochiul liber, zone luminoase de diferite culori, în special roșu sau verde, datorate oxigenului atomic.
Formarea plasmei în ionosferă contribuie la protejarea și menținerea echilibrului natural la suprafața Pământului. Particulele de mare energie și radiațiile provenite de la Soare ar bombarda suprafața Pământului, distrugând materia vie. O mare parte din energie este, însă, absorbită în straturile superioare, prin ionizări, disocieri ale moleculelor, excitări și recombinări.
Deși s-ar putea crede, focul nu este o plasmă. Strălucirea sa intensă este datorată substanței aduse la incandescență. Atomii excitați emit lumină de culoare galbenă, fără a se produce fenomene de ionizare. Temperaturile sunt mult mai mici decât ale unei plasme, iar focul nu conduce curentul electric. Plasma se întâlnește în cazul foculului Sfântului Elmo, impropriu denumit astfel. Fenomenul este cunoscut încă din Antichitate și constă în apariția unei străluciri intense, asemănătoare focului, în jurul obiectelor înalte și ascuțite. Era observat deseori de marinari în timpul furtunilor. Reprezintă, de fapt, o descărcare corona.
Parametrii plasmelor naturale variază într-un domeniu destul de larg, după cum sugerează următorul tabel.
| Tipul de plasmă             | Concentrație (cm−3) | Temperatură (K) | Temperatură (eV) | Lungime Debye (cm) |
| --------------------------- | ------------------- | --------------- | ---------------- | ------------------ |
| Interiorul stelelor         | 1023-1026           | 108             | 104              | 10−6               |
| Plasma fierbinte, densă     | 1012                | 106             | 102              | 10−2               |
| Plasma fierbinte, rarefiată | 1014-1016           | 106             | 102              | 10−4               |
| Coroana solară              | 106-108             | 106             | 102              | 10                 |
| Gaz interstelar             | 1-102               | 104             | 1                | 103-104            |
| Gaz interplanetar           | 102-103             | 104             | 1                | 10-100             |
| Ionosfera, strat F          | 106                 | 103             | 10−1             | 10−1               |
| Ionosfera, strat D          | 103                 | 103             | 10−1             | 1-10               |

## Plasma în laborator
Obținerea plasmei în laborator este dificilă din cauza pierderilor de energie prin radiație electromagnetică și recombinări ale particulelor încărcate.

### Plasmă în gaze rarefiate

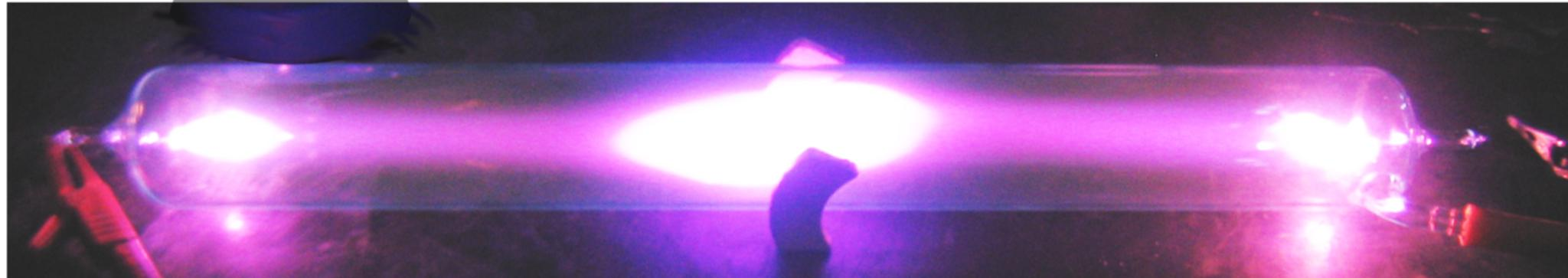
Descărcare în gaz rarefiat
Forma coloanei de plasmă este modificată de prezența unui câmp magnetic extern.

La temperaturi joase, se poate obține plasmă în gaze rarefiate. Acestea devin bune conducătoare dacă li se aplică o tensiune electrică suficient de mare. Pierderile sunt compensate prin transfer de energie provenită de la câmpul electric extern, continuu sau alternativ. Electronii, fiind mai ușori, asigură transferul de energie. Gazul de lucru este introdus într-un tub vidat, izolator, ce conține un catod și un anod conectați la un circuit de curent electric.
În principiu, pentru aprinderea plasmei este necesară existența unui singur electron cu o energie suficient de mare pentru a produce o ionizare. Electronii rezultați sunt accelerați în câmp electromagnetic. Pentru ca ei să producă noi ionizări, energia pe care o primesc între două ciocniri consecutive trebuie să fie mai mare decât potențialul de ionizare al atomilor respectivi. Are loc, astfel, o multiplicare în avalanșă a ionizărilor, iar plasma se aprinde. Pentru menținerea ei este necesar ca, în urma recombinărilor și a emisiilor de electroni la catod, să se refacă cel puțin acel electron inițial.
Valorile intensității câmpului aplicat și a curentului electric prin circuit determină gradul de ionizare al gazului și tipul descărcării.

#### Descărcarea Towsend
Se produce la valori mici ale curentului electric. Concentrația plasmei este, de asemenea, mică, lumina emisă neputând fi observată cu ochiul liber. De aceea se numește și descărcare Townsend întunecoasă. În acest caz, densitatea de sarcină a electronilor și ionilor pozitivi din interior nu influențează distribuția câmpului electric dintre electrozi..

#### Descărcarea luminescentă normală
Creșterea intensității curentului determină acumulări de sarcină spațială și modificarea distribuției câmpului electric, acesta având valori mai mari la electrozi decât în interiorul descărcării. Cu ochiul liber se pot observa anumite regiuni ale descărcării:
- spațiul întunecat Aston, în care energia electronilor e prea mică pentru a produce ionizări sau excitări;
- căderea catodică, luminozitate slabă datorată dezexcitărilor;
- spațiul întunecat Crookes, în care are loc accelerarea rapidă a electronilor spre anod și a ionilor spre catod;
- lumina negativă, cu un grad ridicat de ionizare (1011 cm−3) și electroni energetici, probabilitate mare de recombinare;
- spațiul întunecat Faraday, în care electronii nu au suficientă energie pentru a produce excitări, sunt accelerați spre anod;
- coloana pozitivă, cu o luminozitate specifică gazului, datorată proceselor de dezexcitare;
- spațiul întunecat anodic, cu sarcini spațiale negative;
- lumina anodică, în care au loc dezexcitări și recombinări atât în volum, cât și la suprafața catodului.

Schemă a descărcării corona

### Descărcări la presiune normală
Plasma se poate obține și la presiune atmosferică, dacă se aplică între electrozi o tensiune suficient de mare.

#### Descărcarea corona
Are loc în aer la tensiuni de aproximativ 10 kV, între electrozi cu raze de curbură mici. De obicei, unul dintre electrozi este generator de câmp intens, având dimensiuni reduse. Celălalt poate avea o rază de curbură mare sau poate fi chiar plan. Descărcarea se numește pozitivă sau negativă, în funcție de polaritatea electrodului de mici dimensiuni. Se disting două regiuni, una de ionizare, situată în câmpul electric intens, și una de drift, în care sarcinile electrice create se deplasează spre celălalt electrod. Este întâlnită și în natură, spre exemplu, în timpul furtunii, în jurul paratrăsnetelor (focul Sfântului Elmo).

#### Arcul electric
Este caracterizat prin densități mari de curent (10 2 A/cm 2). Forma arcuită a coloanei de plasmă este datorată încălzirii gazului din coloană și apariției unei mișcări de convecție a acestuia. Continuitatea curentului electric la suprafața catodului este asigurată prin emisia termoelectronică.
Arcul electric este folosit ca sursă de lumină, atunci când este produs într-o incintă (tub de cuarț) sau în instalațiile de sudură a metalelor.

## Aplicații
Plasma are numeroase aplicații tehnologice cum ar fi tratarea suprafețelor, funcționarea laserilor, iluminatul electric, obținerea reacțiilor de fuziune nucleară.

### Lămpile cu descărcare în gaz
Sunt utilizate, atât în iluminatul public, cât și al locuințelor, datorită randamentului mare față de becurile cu incandescență. Cele mai comune tuburi conțin un gaz nobil inert, argon sau neon, și vapori de mercur. Plasma astfel obținută emite în UV. Suprafața tubului este acoperită cu o substanță fluorescentă care emite un spectru continuu, în domeniu vizibil. În funcție de gazul de lucru utilizat se pot obține diferite culori ale radiației emise, (roșu pentru neon, albastru pentru argon, galben pentru vaporii de sodiu).

### Ecranul cu plasmă
Este utilizat în construcția televizoarelor, a monitoarelor și a tabelelor de afișaj. Pixelii sunt redați cu ajutorul unei rețele de mici incinte în care se formează plasma. Pentru fiecare pixel există câte trei asltfel de incinte. Pereții lor sunt acoperiți cu substanțe fluorescente care emit cele trei culori principale, roșu, albastru și verde. Intensitatea lor este controlată prin intermediul curentului electric aplicat fiecărei celule în parte.

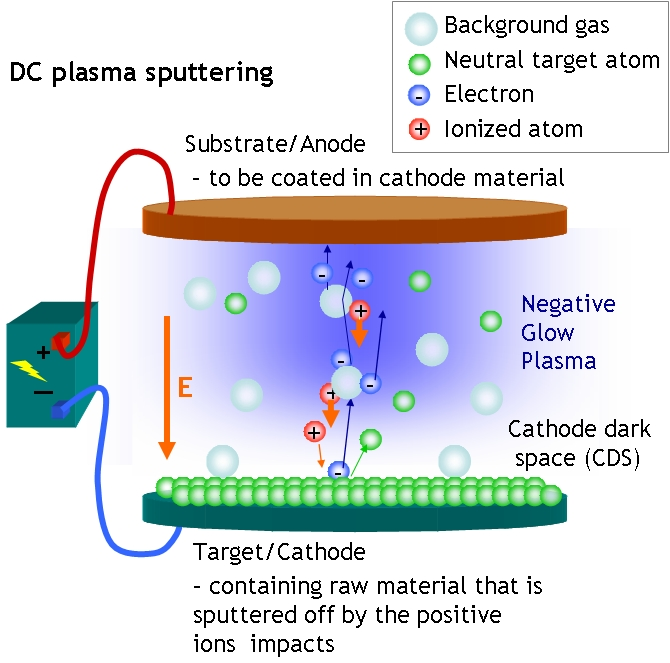
Instalația de depunere a straturilor subțiri

### Depunerea straturilor subțiri
Se face prin bombardarea unei ținte din metal de către particulele energetice din plasmă. Atomii de la suprafața catodului sunt extrași și se depun pe anod sau pereții incintei.

### Fuziunea nucleară
Datorită energiilor mari ale particulelor din plasmă este posibil ca două nuclee să se apropie suficient de mult pentru a depăși bariera electrostatică si de a forma un nou nucleu, cu masă atomică mai mare. Fenomenul poartă numele de fuziune nucleară și se produce cu degajarea unei cantități imense de energie datorată defectului de masă. Temperaturile extrem de ridicate nu permit contactul plasmei cu pereții unei incinte deoarece aceasta s-ar topi. Reacția necontrolată a fost utilizată la construcția bombelor cu hidrogen. Pentru utilizarea energiei în scopuri pașnice este necesară controlarea reacției de fuziune. Pentru aceasta, plasma trebuie confinată, adică menținută într-un volum bine determinat cu ajutorul câmpurilor electromagnetice sau al laserilor.

#### Stellaratorul
Este o instalație folosită pentru obținerea plasmelor termonucleare și controlarea reacției de fuziune. Plasma este menținută într-un volum de formă toroidală. Confinarea se face cu ajutorul unor bobine cu o geometrie complexă ce înconjoară torul de plasmă. Câmpul are atât o direcție toroidală, de-a lungul axului torului, cât și una poloidală, în secțiunea transversală. Confinarea bazându-se exclusiv pe câmpul dat de bobine, stelleratorul poate funcționa în regim staționar. Studiul teoretic al acestui sistem este, însă, dificil din cauza configurației asimetrice a câmpului magnetic.

#### Instalația tokamak
Este asemănătoare stelleratorului, dar geometria bobinelor este mai simplă, acestea confinând plasma doar în direcție toroidală. Câmpul magnetic poloidal este creat de un curent indus în plasmă. Acesta contribuie și la încălzirea plasmei. Rezultatele obținute cu astfel de sisteme au fost mai satisfăcătoare decât cele obținute în cazul stelleratoarelor.
Fuziunea nucleară ar putea reprezenta speranța de viitor a omenirii în materie de obținere a energiei electrice. În prezent se depun eforturi pentru construirea primei centrale nucleare bazate pe fuziune. Proiectul internațional ITER își propune construirea unei instalații tokamak care să producă mai multă energie decât consumă pentru aprinderea și întreținerea plasmei de fuziune. Proiectul de cercetare urmărește demonstrarea utilității reacției de fuziune în scopuri pașnice și proiectarea primei centrale bazată pe acest sistem.

Fuziunea deuteriului și a tritiului
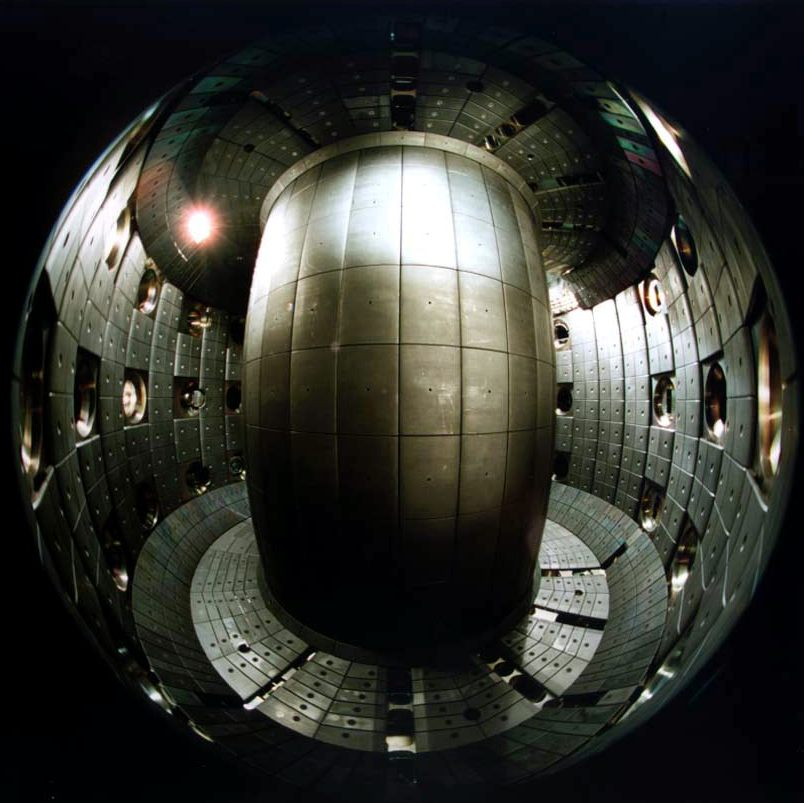
Interorul unei instalații tokamak
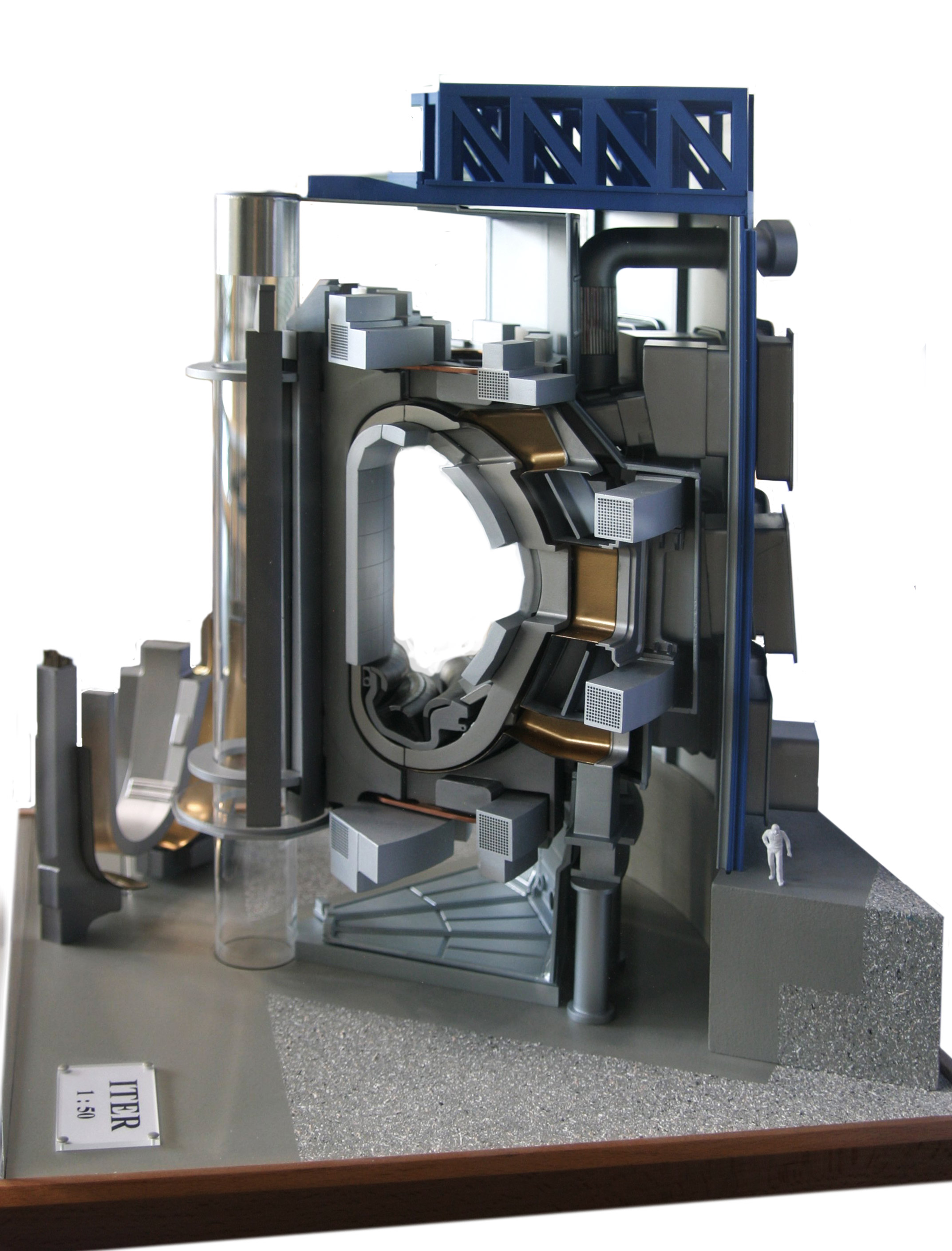
Macheta instalației ITER
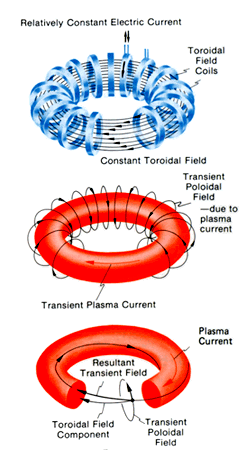
Liniile de câmp în interiorul tokamak-ului

Parametrii plasmelor tehnologice pot varia foarte mult, în funcție de configurația instalației și a câmpului aplicat, după cum se poate observa în tabel.
| Tipul de plasmă                        | Concentrație (cm−3) | Temperatură (K) | Temperatură (eV) | Lungime Debye (cm) |
| -------------------------------------- | ------------------- | --------------- | ---------------- | ------------------ |
| Plasma de fuziune                      | 1015-1017           | 108             | 104              | 10−3               |
| Theta pinch                            | 1016-1018           | 106             | 102              | 10−5               |
| Descărcări în gaze la presiune scăzută | 109-1014            | 104             | 101              | 10−4               |
| Plasma din laseri                      | 1020-1021           | 106             | 102              | 10−6               |
| Mercur lichid                          | 1023                | 102             | 10−2             | 10−10              |
| Electroni în metale                    | 1023                | 103             | 10−1             | 10−10              |